# Stadion Guangzhou Evergrande
Nogometni stadion Guangzhou Evergrande je nogometni stadion u izgradnji u gradu Guangzhou, u kini. Na njemu bi u budućnosti trebao igrati kineski profesionalni nogometni klub Guangzhou Evergrande.  Stadion ima kapacitet od 100.000 mjesta, a otvaranje je planirano postavljeno je za 2022. godinu.
Tijekom natječaja, prijavljeno je 8 kandidata, iz Velike Britanije, Australije i SAD-a, a pobjednički dizajn, u obliku lotosa, djelo je američkog arhitekta Hasana Syeda, koji živi u Šangaju.
Gradnja stadiona vrijednog 12 milijardi juana (1,7 milijardi $) počela je 16. travnja 2020. Predviđeni trošak je 1.7 milijarda USD. Arena Evergrande, dizajnirana u obliku cvijeta lotosa, moći će primiti 100.000 posjetitelja, a trebala bi biti dovršena tijekom 2022. godine. Stadion će biti veći od Camp Nou, gdje domaće utakmice igra FC Barcelona.
Prema izjavama Xia Haijuna, predsjednik nekretninskog konglomerata Evergrande, očekuje se da će stadion pomoći podignuti kineski nogomet na novu razinu. Evergrande očekuje da će stadion postati nova svjetska arhitektonska atrakcija, u rangu Sydneyske opere i tornja Burj Khalifa u Dubaiju, te važan simbol kineskog nogometa u svijetu. Xia je izrazio nadu da će stadion biti domaćin otvaranju Azijskog nogometnog prvenstva 2023. godine. Osim prvenstva Azije, stadion bi, sa svojih 168 VIP loža i 16 VVIP loža, bi mogao ugostiti i konkretno FIFA Svjetsko klupsko prvenstvo, koji je predviđen da se igra u Kini 2021. godine. FIFA je odlučila odgoditi natjecanje zbog pandemije koronavirusa 2019./20., a novi datum još (po stanju u travnju 2020.) nije objavljen.
Tvrtka Evergrande, osim što gradi najveći nogometni stadion na svijetu, također planira u Kini izgraditi još 2 nogometne arene u Kini, s kapacitetom od najmanje 80.000 gledatelja. Još nije odlučeno gdje će se točno stadioni graditi, no Evergrande je ojbavio 6 prijedloga dizajna i zamolio fanove da odaberu 2. Od 6 predloženih rješenja, 3 dolaze iz Njemačke, te po jedan i Brazila, SAD-a i Velike Britanije.
Guangzhou Evergrande jedan su od najjačih nogometnih momčadi u Aziji. Otkad ih je 2010. preuzeo Evergrande, osvojili su 8 kineskih prvenstava i 2 azijske lige prvaka. Klub igra na gradskom stadionu Tianhe, kapaciteta 58.500 gledatelja, a u sezoni 2019. ga je u prosjeku gledalo po 46.000 gledatelja.